# Czerno
Czerno [pronunciación en polaco: /ˈt͡ʂɛrnɔ/] es un pueblo ubicado en el distrito administrativo de Gmina Gorzkowice, dentro del Distrito de Piotrków, Voivodato de Łódź, en Polonia central. Se encuentra aproximadamente a 5 kilómetros al noroeste de Gorzkowice, a 19 kilómetros al suroeste de Piotrków Trybunalski, y a 60 kilómetros al sur de la capital regional Łódź.
El pueblo tiene una población de 100 habitantes.